# رحمت‌آباد ۲
رحمت‌آباد ۲ یک روستا در ایران است که در دهستان فتح‌آباد شهرستان بافت واقع شده‌است. رحمت‌آباد ۲، ۱۴ نفر جمعیت دارد.